# Championnats du monde de patinage artistique 1952
Navigation
Mondiaux 1951 Mondiaux 1953
Les championnats du monde de patinage artistique 1952 ont lieu du 27 février au 1er mars 1952 au Vélodrome d'Hiver de Paris en France. C'est la troisième fois que la France organise les mondiaux de patinage artistique après les éditions de 1936 et 1949.
Ce sont les premiers mondiaux de danse sur glace. Les premiers championnats européens de danse sur glace ont lieu deux ans plus tard en 1954 à Bolzano, alors que les premiers championnats nord-américains de danse sur glace ont eu lieu en 1947 à Ottawa.

## Qualifications
Les patineurs sont éligibles à l'épreuve s'ils représentent une nation membre de l'Union internationale de patinage (International Skating Union en anglais). Les fédérations nationales sélectionnent leurs patineurs en fonction de leurs propres critères. 

## Podiums
| Épreuves                            | Or                             | Argent                        | Bronze                      |
| ----------------------------------- | ------------------------------ | ----------------------------- | --------------------------- |
| Messieurs résultats détaillés       | Dick Button                    | James Grogan                  | Hayes Alan Jenkins          |
| Dames résultats détaillés           | Jacqueline du Bief             | Sonya Klopfer                 | Virginia Baxter             |
| Couples résultats détaillés         | Ria Baran / Paul Falk          | Karol Kennedy / Peter Kennedy | Jennifer Nicks / John Nicks |
| Danse sur glace résultats détaillés | Jean Westwood / Lawrence Demmy | Joan Dewhirst / John Slater   | Carol Peters / Daniel Ryan  |

## Tableau des médailles
| Rang  | Nation               | Or | Argent | Bronze | Total |
| ----- | -------------------- | -- | ------ | ------ | ----- |
| 1     | États-Unis           | 1  | 3      | 3      | 7     |
| 2     | Royaume-Uni          | 1  | 1      | 1      | 3     |
| 3     | Allemagne de l'Ouest | 1  | 0      | 0      | 1     |
| 3     | France               | 1  | 0      | 0      | 1     |
| Total | Total                | 4  | 4      | 4      | 12    |

## Détails des compétitions

### Messieurs
| Rang | Nom                | Nation     | Places | Points | Fig. impo. | Prog. libre |
| ---- | ------------------ | ---------- | ------ | ------ | ---------- | ----------- |
| 1    | Dick Button        | États-Unis | 7      |        |            |             |
| 2    | James Grogan       | États-Unis | 19     |        |            |             |
| 3    | Hayes Alan Jenkins | États-Unis | 21     |        |            |             |
| 4    | Helmut Seibt       | Autriche   | 25     |        |            |             |
| 5    | Dudley Richards    | États-Unis | 34     |        |            |             |
| 6    | Carlo Fassi        | Italie     | 44     |        |            |             |
| 7    | Peter Firstbrook   | Canada     | 46     |        |            |             |
| 8    | Alain Giletti      | France     | 57     |        |            |             |
| 9    | Martin Felsenreich | Autriche   | 66     |        |            |             |
| 10   | Adrian Swan        | Australie  | 67     |        |            |             |
| 11   | François Pache     | Suisse     | 76     |        |            |             |

### Dames
| Rang    | Nom                 | Nation               | Places | Points | Fig. impo. | Prog. libre |
| ------- | ------------------- | -------------------- | ------ | ------ | ---------- | ----------- |
| 1       | Jacqueline du Bief  | France               | 9      |        |            |             |
| 2       | Sonya Klopfer       | États-Unis           | 21     |        |            |             |
| 3       | Virginia Baxter     | États-Unis           | 24     |        |            |             |
| 4       | Suzanne Morrow      | Canada               | 43     |        |            |             |
| 5       | Barbara Wyatt       | Royaume-Uni          | 55     |        |            |             |
| 6       | Gundi Busch         | Royaume-Uni          | 59     |        |            |             |
| 7       | Marlene Smith       | Canada               | 64     |        |            |             |
| 8       | Valda Osborn        | Royaume-Uni          | 65     |        |            |             |
| 9       | Erica Batchelor     | Royaume-Uni          | 82     |        |            |             |
| 10      | Vera Smith          | Canada               | 90     |        |            |             |
| 11      | Helga Dudzinski     | Allemagne de l'Ouest | 96     |        |            |             |
| 12      | Patricia Devries    | Royaume-Uni          | 110    |        |            |             |
| 13      | Eva Weidler         | Autriche             | 123    |        |            |             |
| 14      | Annelies Schilhan   | Autriche             | 132    |        |            |             |
| 15      | Nancy Burley        | Australie            | 129    |        |            |             |
| 16      | Ghislaine Kopf      | Suisse               | 124    |        |            |             |
| 17      | Lidy Stoppelman     | Pays-Bas             | 158    |        |            |             |
| 18      | Yolande Jobin       | Suisse               | 161    |        |            |             |
| 19      | Gweneth Molony      | Australie            | 170    |        |            |             |
| 20      | Doris Zerbe         | Suisse               | 175    |        |            |             |
| 21      | Liliane de Becker   | Belgique             | 192    |        |            |             |
| 22      | Nicole Vanderberghe | Belgique             | 195    |        |            |             |
| Abandon | Tenley Albright     | États-Unis           |        |        |            |             |

### Couples
| Rang | Nom                                 | Nation               | Places | Points |
| ---- | ----------------------------------- | -------------------- | ------ | ------ |
| 1    | Ria Baran / Paul Falk               | Allemagne de l'Ouest | 9      |        |
| 2    | Karol Kennedy / Peter Kennedy       | États-Unis           | 23.5   |        |
| 3    | Jennifer Nicks / John Nicks         | Royaume-Uni          | 29     |        |
| 4    | Frances Dafoe / Norris Bowden       | Canada               | 31.5   |        |
| 5    | Janet Gerhauser / John Nightingale  | États-Unis           | 48.5   |        |
| 6    | Silvia Grandjean / Michel Grandjean | Suisse               | 49.5   |        |
| 7    | Sissy Schwarz / Kurt Oppelt         | Autriche             | 68     |        |
| 8    | Caryl Johns / Jack Jost             | États-Unis           | 72     |        |
| 9    | Jacqueline Mason / Mervyn Bower     | Australie            | 81     |        |
| 10   | Peri Horn / Raymond Lockwood        | Royaume-Uni          | 83     |        |

### Danse sur glace
| Rang | Nom                             | Nation      | Places | Points | Danses imposées | Danse libre |
| ---- | ------------------------------- | ----------- | ------ | ------ | --------------- | ----------- |
| 1    | Jean Westwood / Lawrence Demmy  | Royaume-Uni | 7      |        |                 |             |
| 2    | Joan Dewhirst / John Slater     | Royaume-Uni | 14     |        |                 |             |
| 3    | Carol Ann Peters / Daniel Ryan  | États-Unis  | 23     |        |                 |             |
| 4    | Carmel Bodel / Edward Bodel     | États-Unis  | 26     |        |                 |             |
| 5    | Lydia Boon / Aadrian van Dam    | Pays-Bas    | 35     |        |                 |             |
| 6    | Ilse Reitmayer / Hans Kutschera | Autriche    | 44     |        |                 |             |
| 7    | Catharina Odink / Jacobus Odink | Pays-Bas    | 54     |        |                 |             |
| 8    | Albertina Brown / Nigel Brown   | Suisse      | 54     |        |                 |             |
| 9    | Paulin Haffner / Herbert Huber  | Autriche    | 58     |        |                 |             |